# 銭弘僔
銭 弘僔（せん こうそん、宝大2年（925年）- 天福5年4月29日（940年6月7日））は、中国五代十国時代の呉越の王世子。文穆王銭元瓘の五男。同母弟は忠遜王銭弘倧。

## 人物
銭元瓘と魯国夫人鄜氏の間の子として生まれる。上には4人の兄がいたが、みな養子であったため弘僔が実質的な長男にあたる。銭元瓘がほぼ40歳になっても実子を儲けないと、本妻の馬氏（恭穆夫人）の勧めにより妾を迎え、その後から弘僔を始めとする息子が相次いで生まれたと伝わる。天福2年（937年）4月、父王が呉越王に冊封されたことに伴い世子に封ぜられた。天福4年（939年）2月、勅命により果州団練使となり、両浙副大使・検校太尉が加わった。
天福5年（940年）4月、享年16歳で薨去。孝献と諡され、銭塘の天竺前山に葬られた。『呉越備史』によれば、弘僔の世子府が設置される頃、民間では「鹿脯（鹿肉の脯であり、祭物を意味する）はどこにあるのか？」という流言が出回り、世子の居所にある塀やいくつかの場所には「4月29日に仙人たちが会うだろう」という落書きが書かれた。実際に、弘僔がこの日に逝去したことで予言は立証された。